# Хюдай Юлкер
Хюдай Юлкер (на турски: Hüdai Ülker) е германски писател от турски произход.

## Биография
Хюдай Юлкер е роден на 5 август 1951 година в град Щип, тогава във Федерална Югославия. Когато е на шест, семейството му се изселва в Измир, Турция. Учи в инженерство в Измирския университет. На 23 години се установява в Германия и успоредно на работата си в Сименс, пише. Известен е с късите си разкази, посветени на емигрантския живот в Германия от 70-те години.